# CoronaCops
CoronaCops is een Nederlands televisieprogramma dat door de Evangelische Omroep wordt uitgezonden op Zapp, NPO 3. De presentatie is in handen van Rachel Rosier.

## Het programma
Het programma ontstond in de opnameperiode van het nieuwe tv-programma Rachel Valt Binnen, waarin het werk van de politie zou worden getoond. Echter: toen de coronacrisis in Nederland uitbrak, moesten deze opnames worden stilgelegd. Deze serie korte tv-uitzendingen spitst zich toe op hoe de politie werkt tijdens de coronacrisis.
Presentatrice Rachel Rosier presenteert dit programma vanuit haar eigen huis. Hiervoor is er bij Rosier opnameapparatuur geïnstalleerd en heeft ze contact met politiefunctionarissen via een videoverbinding. De politiefunctionarissen doen al vloggend verslag van hun werkzaamheden.